# PRA International

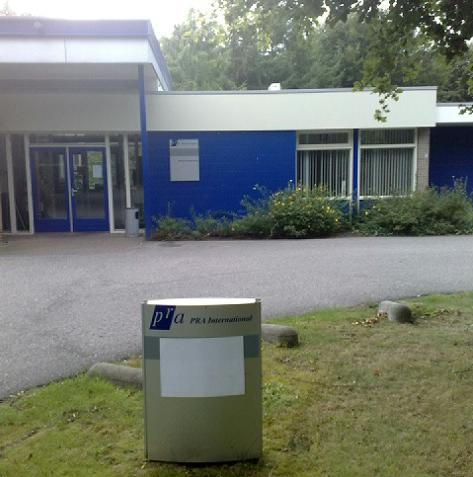
Het keuringscentrum van PRA in Zuidlaren

PRA Health Sciences (PRA) is een onafhankelijke Contract Research Organisatie (CRO). PRA Health Sciences verricht in opdracht van internationale farmaceutische en biotechnologische ondernemingen op commerciële basis onderzoek naar de werking van nieuwe geneesmiddelen bij mensen. PRA Netherlands was voorheen Pharma Bio Research (PBR). In 2006 is PBR onderdeel geworden van het wereldwijde PRA Health Sciences. De klinieken van PBR worden sinds die tijd als "blauwdruk" gebruikt voor klinieken in Amerika en andere delen van de wereld. PRA Health Sciences is de grootste instelling voor geneesmiddelenonderzoek van Nederland met per jaar ongeveer 70 onderzoeken op ongeveer 2000 vrijwilligers.
PRA Netherlands heeft vestigingen in Assen, Utrecht en Groningen, en heeft ongeveer 400 werknemers. Dit zijn merendeels hogeropgeleiden. PRA speelt daarbij een belangrijke rol als werkgever in de regio. Het bedrijf heeft anno 2005 een jaaromzet van circa 36 miljoen euro. PRA Health Sciences heeft vestigingen wereldwijd.

## Klinisch humaan onderzoek
PRA Health Sciences wordt door zijn klanten betaald voor klinisch onderzoek op mensen. Dit onderzoek valt uiteen in drie fasen:
- Fase 1: Onderzoek bij gezonde vrijwilligers. Dit gebeurt vaak in speciaal hiertoe opgezette klinieken;
- Fase 2: Onderzoek bij kleine groepen patiënten. Dit gebeurt vaak in een beperkt aantal ziekenhuizen en op vrijwillige basis;
- Fase 3: Onderzoek bij grote groepen patiënten. Dit gebeurt vaak in meerdere ziekenhuizen in meerdere landen. Ook hier is deelname vrijwillig. Soms wordt het middel op de markt gebracht terwijl er nog fase 3 studies lopen.

PRA Netherlands richt zich met name op fase 1, en in mindere mate op fase 2. Voorafgaand aan het klinisch humaan onderzoek vindt er pre-klinisch onderzoek plaats. Hierbij worden de geneesmiddelen ook getest op dieren. Het onderzoek vindt plaats volgens strenge internationale normen. Afhankelijk van het onderzoek worden er vaak eisen gesteld wat betreft leeftijd, geslacht, wel of niet roken, enz. De minimale leeftijd volgens de internationale normen is 18 jaar. De deelnemers aan een onderzoek ontvangen een financiële vergoeding voor ongemak en geïnvesteerde tijd.